# كارين غودمان
كارين غودمان (بالإنجليزية: Karen Goodman)‏ هي منتجة أفلام ومخرجة أمريكية، ولدت في القرن العشرين.

## وصلات خارجية
- كارين غودمان على موقع IMDb (الإنجليزية)
- كارين غودمان على موقع ألو سيني (الفرنسية)
- كارين غودمان على موقع أول موفي (الإنجليزية)
- كارين غودمان على موقع قاعدة بيانات الفيلم (الإنجليزية)
- كارين غودمان على موقع كينوبويسك (الروسية)